# Ove Peak
Ove Peak är en bergstopp i Antarktis. Den ligger i Östantarktis. Norge gör anspråk på området. Toppen på Ove Peak är 1 579 meter över havet, eller 301 meter över den omgivande terrängen. Bredden vid basen är 4,3 km.
Terrängen runt Ove Peak är platt västerut, men österut är den kuperad. Trakten är obefolkad. Det finns inga samhällen i närheten. 